# M97
M97（同時名為夜枭星云、猫头鹰星云或NGC3587），它的名字来自于它的盘上的两个暗区。它是一个行星状星云，面积为3.4' x 3.3'，亮度为+9.9等，用12英寸（30厘米）望远镜可见。
M97是法国天文学家皮埃尔·梅香（Pierre Méchain）1781年发现的。它是一个比较复杂的行星状星云，它的中心星约16等亮，其质量为太阳的0.7倍，星云本身约为0.15太阳质量。它大约是6000年前形成的。
M97位于大熊座，坐标为：
- 赤经：11h14m48.00s
- 赤纬：+55°01'00.0"